# Симон Суздаљски
Симон Суздаљски је руски православни светитељ, монах манастира Кијевско-печерске лавре, епископ Владимирски и суздаљски.

## Биографија
Познат као аутор житијѕ Осам печерских монаха, и писама које је писао свом пријатељу, Поликарп Печерском. Ови списи су од изузетног значаја због историјских детаља о животу монаха, које је Симон врло прецизно приказао.
Он је написао и "Повест о оснивању Печерског манастира ", који садржи причу о одређеном Симону, добротвору храма манастира, који је био првобитно католик, а затим је од светог Теодосија Печерског примио православљну веру. У Повести се спомињу и грчким фрескописци који су фрескописали храм. Симон, користећи библиотеку кнеза Константина Всеволдовича, описеју догађаје из периода 1200.-1225. године, хвалећи принца због његове љубави према образовању.
Провео је дванаест година на месту архиепископа Владимрсдког.
Симона, оснивача Печерског манастира, већина писаца меша са Симоном, епископом Суздаљским и Ростовским, који је живео почетком 12. века и бивши или трећи, петог епископа Ростовске епархије.
Умро је мирно 22. маја 1226. године.
Православна црква га помиње 28. септембра по Јулијанском календару.